# Pieve di Pontirolo
La pieve di Pontirolo o pieve di San Giovanni evangelista poi pieve di Trezzo o pieve dei Santi Gervaso e Protaso (in latino: Plebis Pontiroli poi Plebis Tritii) era il nome di un'antica pieve dell'arcidiocesi di Milano e del Ducato di Milano con capoluogo Trezzo sull'Adda. I santi patroni erano Gervasio e Protasio ai quali è ancora oggi dedicata la chiesa prepositurale di Trezzo.
La pieve ha una storia atipica dovuta al fatto di essere stata coinvolta nei conflitti con la confinante Repubblica di Venezia, tanto da aver ingenerato confusione fra gli storici a causa delle pesanti modifiche territoriali che dovette subire durante il Rinascimento.

## Storia
L'originale pieve di Pontirolo viene citata nel "Liber Notitiae Sanctorum Mediolani" come esistente già nel XII secolo sotto il titolo di San Giovanni evangelista. Il suo territorio ecclesiastico era molto esteso, spaziando su entrambe le rive dell'Adda fin oltre Brembate, mentre il suo capoluogo era Pontirolo Vecchio, nome dell'epoca dell'odierna Canonica d'Adda.
Gli "Statuti delle acque e delle strade del contado di Milano fatti nel 1346" cominciano a parlare di una parallela pieve amministrativa del Ducato di Milano a metà del XIV secolo, sebbene con un territorio già probabilmente più ridotto, a guardia dei guadi sull’Adda della strada di Gorgonzola, come era chiamata nel medioevo l'attuale Strada statale 11 Padana Superiore e antica via Gallica. Punto di svolta nella storia della pieve furono i ripetuti conflitti che nel Quattrocento videro contrapporsi Milano alla Repubblica di Venezia, ossia il principale e più minaccioso nemico della città meneghina. Nella loro espansione verso ovest i veneti arrivarono più volte fino all'Adda, occupando parte del territorio plebaneo. Respinta solo in parte l'offensiva, e stabilizzato il confine mediante la costruzione del fosso bergamasco, i governanti lombardi e poi spagnoli istituirono sulla frontiera una compartimentazione particolare con una regolamentazione autonoma sia dal punto di vista amministrativo che militare, un'entità che prese il nome di Gera d'Adda e si portò via quasi tutto il territorio oltre il fiume, compreso l'antico capoluogo. L'ordinaria pieve di Pontirolo continuò ad esistere a destra dell'Adda con un territorio invero non esiguo e con un nuovo capoluogo, Trezzo, sebbene fu mantenuto il nome tradizionale, ingenerando la suddetta confusione storiografica.
Nella seconda metà del Cinquecento anche l'arcivescovo San Carlo Borromeo, già impegnato in un generale opera di ammodernamento della diocesi, decise di adottare i cambiamenti civili nel frattempo intervenuti nel territorio plebaneo, e abolì i privilegi prepositurali di Canonica istituendo al suo posto tre nuove pievi: quella di Trezzo che fu ritagliata sullo stesso territorio di quella civile; quella di Treviglio che prese le parrocchie incluse nella Gera d'Adda; e quella di San Pietro e Paolo in Verdello cui furono affidate le chiese passate sotto il governo di Venezia, ossia San Michele di Arcene, San Giorgio di Boltiere, Faustino e Giovita di Brembate, Sant'Alessandro di Capriate d'Adda, Santi Marco e Martino di Ciserano, Santi Gervasio e Protasio di San Gervasio d'Adda, Santi Pietro e Paolo di Grignano, Santi Pietro e Paolo di Levate, San Lino di Lurano, San Lorenzo di Mariano al Brembo, San Zenone di Osio Sopra, San Zenone di Osio Sotto, Santa Elisabetta di Pognano, San Michele di Sabbio Bergamasco, Sant'Andrea di Sforzatica, e Sant'Ambrogio di Verdellino; infine la parrocchia di Groppello fu aggregata al vicariato di Gorgonzola.
La pieve ora trezzese conobbe quindi due secoli di stabilità, e la sua esistenza sul piano civile continuò fino al 1797, quando l'invasione dei rivoluzionari francesi portò alla creazione di un moderno ma effimero distretto. Ben più longeva fu la pieve ecclesiastica, arricchita delle parrocchie dei Santi Ambrogio e Carlo in Roncello nel 1883, e di San Giuseppe in Porto d'Adda nel 1897, che sopravvisse fino al 1972 allorquando il sinodo del cardinal Colombo la sostituì col decanato di Trezzo sull'Adda comprendente 15 parrocchie.

## Territorio
Nella seconda metà del XVIII secolo, il territorio della pieve era così suddiviso:
| Pieve civile "di Pontirolo"                    | Pieve ecclesiastica "di Trezzo"                      |
| Comune di Trezzo                               | Parrocchia prepositurale dei Santi Gervaso e Protaso |
| Comune di Basiano                              | Parrocchia di San Gregorio magno                     |
| Comune di Busnago Comune di Roncello           | Parrocchia di San Giovanni evangelista               |
| Comune di Cassano Comune di Cassine San Pietro | --                                                   |
| Comune di Colnago                              | Parrocchia di Sant'Alessandro martire                |
| Comune di Concesa                              | Parrocchia di Santa Maria Assunta                    |
| Comune di Cornate Comune di Porto              | Parrocchia di San Giorgio martire                    |
| Comune di Grezzago                             | Parrocchia di San Martino                            |
| Comune di Groppello                            | --                                                   |
| Comune di Pozzo                                | Parrocchia di Sant'Antonio abate                     |
| Comune di Trezzano                             | Parrocchia di San Gottardo                           |
| Comune di Vaprio                               | Parrocchia di San Nicolò                             |